# Neogarypus gravieri
Neogarypus gravieri es una especie de arácnido del orden Pseudoscorpionida de la familia Garypidae. Es la única especie del género monotípico Neogarypus.

## Distribución geográfica
Se encuentra en Zimbabue.